# Dunlop-ventil
En Dunlop-ventil (også kaldet Engelsk ventil) er en ventiltype opkaldt efter John Boyd Dunlop, der bruges til at holde luften i cykelslanger. Tidligere var den meget udbredt i lande som Danmark, Tyskland og Storbritannien. Den bruges stadigt ofte på de klassiske hjulstørrelser med en dækbredde på 1 3/8 tommer. På andre størrelser er Presta-ventilen mere udbredt. Presta-ventilen er lettere at pumpe, (da det er en kegleventil, og ikke med ventilgummi, som den originale Dunlopventil),  bedre til at holde på luften og kan klare en større tryk.
Tidligere blev luften i en dunlup-ventil holdt ude af et stykke ventilgummi, men i dag er de fleste kegleventiler, som gør det lettere at pumpe.
En Dunlop-ventil er bredere end en Presta-ventil. Dunlop-ventilen har samme bredde, som en Schrader-ventil, der benyttes på de fleste biler, men også enkelte cykler.
En cykelpumpe beregnet til en Presta-ventil, kan benyttes til en Dunlop-ventil, men ikke omvendt.